# Monardella australis
Monardella australis là một loài thực vật có hoa trong họ Hoa môi. Loài này được Abrams mô tả khoa học đầu tiên năm 1912.